# 下庄站 (日本)

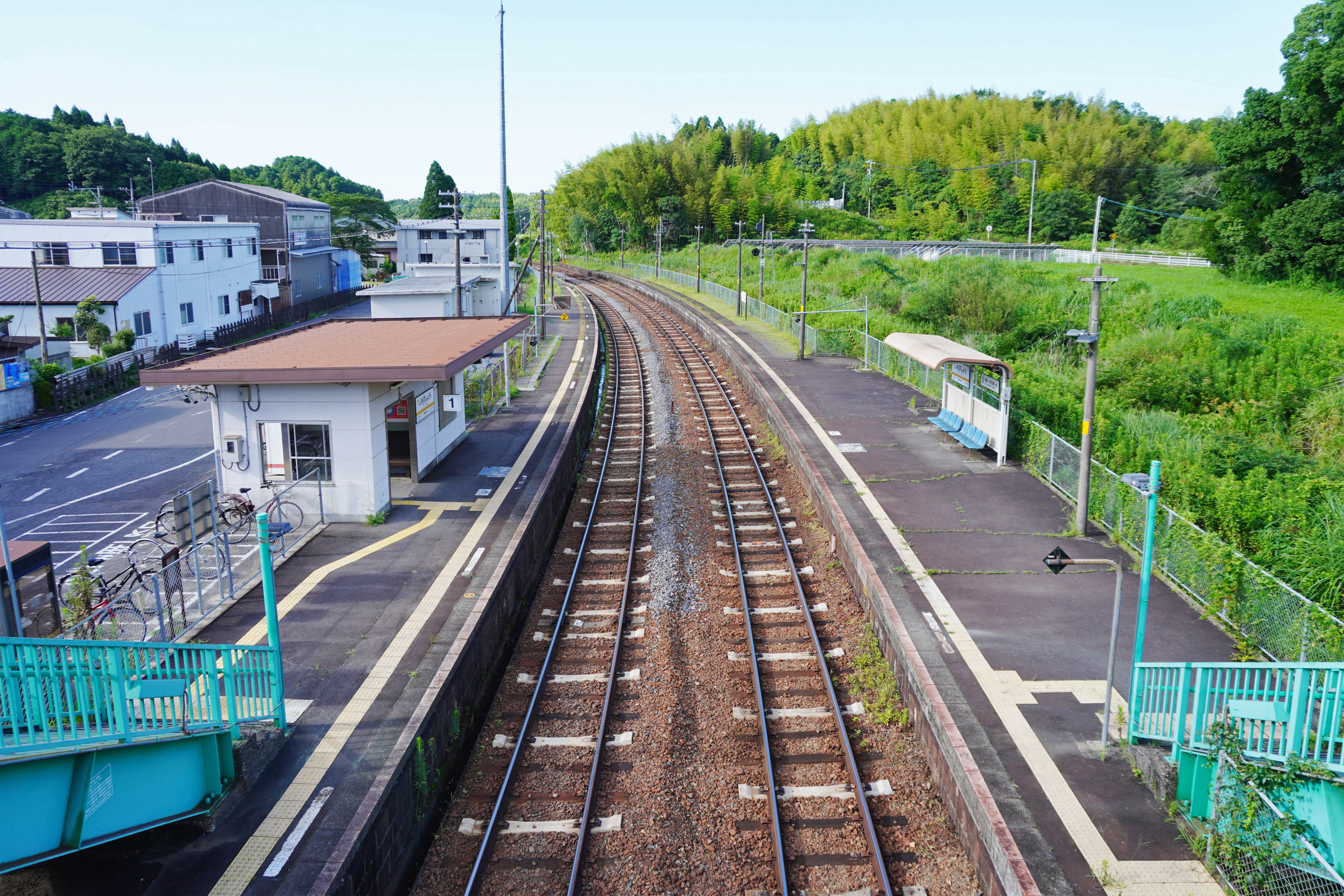
月台(2023年7月)

下庄站（日语：／ Shimonoshō eki */?）是位於三重縣龜山市下庄町，東海旅客鐵道（JR東海）的紀勢本線車站。

## 歷史
- 1891年（明治24年）8月21日：關西鐵道龜山至一身田站之間開通，此站啟用[1]。日本鐵路車站#一般車站。
- 1907年（明治40年）10月1日：根據鐵道國有法（日语：鉄道国有法），把關西鐵道國有化。成為官設鐵道的車站[1]。
- 1909年（明治42年）10月12日：制定路線名稱。成為參宮線車站[1]。
- 1959年（昭和34年）7月15日：改變路線名稱，包括此站在內參宮線龜山至多氣之間成為紀勢本線[1]。
- 1962年（昭和37年）2月1日：不再提供貨物裝卸服務。
- 1974年（昭和49年）4月1日：不再提供行李裝卸服務。
- 1983年（昭和58年）12月21日：成為無人車站[2]。
- 1987年（昭和62年）4月1日：伴隨國鐵分割民營化，車站由東海旅客鐵道（JR東海）營運[1]。

## 車站構造
車設設有2面2線的相對式月台，可進行列車交會的地面車站。月台設有跨線橋連接。在車站內西邊的1號月台曾設有古老車站大樓，現時已經被移走，改建為候車室。車站由龜山站管理的無人車站。

### 月台
| 月台 | 路線      | 上下行 | 方向           |
| ---- | --------- | ------ | -------------- |
| 1    | ■紀勢本線 | 下行   | 津、伊勢市方向 |
| 2    | ■紀勢本線 | 上行   | 龜山方向       |

## 使用狀況
根據「三重縣統計書」，以下列出近年1日平均乘車人次。
| 年度   | 一日平均 乘車人次 |
| ------ | ----------------- |
| 1998年 | 361               |
| 1999年 | 351               |
| 2000年 | 337               |
| 2001年 | 377               |
| 2002年 | 349               |
| 2003年 | 358               |
| 2004年 | 372               |
| 2005年 | 356               |
| 2006年 | 340               |
| 2007年 | 319               |
| 2008年 | 337               |
| 2009年 | 332               |
| 2010年 | 354               |
| 2011年 | 364               |
| 2012年 | 332               |
| 2013年 | 335               |
| 2014年 | 344               |
| 2015年 | 353               |
| 2016年 | 356               |
| 2017年 | 328               |

## 車站周邊
車站周邊為下庄的村落。
- 津市立豐丘小學
- 津豐丘郵局
- 一号館（日语：一号舘） 豐里店

## 相鄰車站
東海旅客鐵道（JR東海）
■紀勢本線
龜山－下庄－一身田

## 注腳